# TOKYO SPORTS GOOD
『TOKYO SPORTS GOOD』（トウキョウスポーツグッド）は、TOKYO FMで毎週金曜 13:00 - 14:55に生放送で放送されていたラジオ番組。

## 概要
2009年4月から2019年3月の10年間に渡って朝のワイド番組『中西哲生のクロノス』を担当してきた中西哲生がパーソナリティを務め、1週間のスポーツ情報をメインとした番組内容となっていた。番組内の一部コーナーやスポンサーはクロノスから継続されていた。
番組は銀座ソニーパークに設けられている『TOKYO FM GINZA SONY PARK STUDIO』から公開生放送を行っていた。放送中や番組終了後、中西と小川はスタジオの外に出てリスナーとの写真やサインに応じるなどファンサービスを積極的に行っており、番組Twitterのハッシュタグにも『#会えるてつお』を使用するなど、出演者との交流も番組の特徴となっていたが、新型コロナウイルスの感染拡大防止のため、2020年2月27日からは公開生放送を中止し、半蔵門にあるTOKYO FMアースギャラリーから放送を行っていた。
2019年4月5日の番組開始から2019年9月27日までは
金曜日13:00 - 13:55で放送していたが、2019年10月4日からは直後に放送されている『TOKYO SOUNDS GOOD』と14時台の枠を交換し、13:00 - 14:55での放送に変更された。
金曜日が国民の祝日にあたる場合、『TOKYO FM ホリデースペシャル』放送のため番組が休止になる事もあり、2019年5月3日（憲法記念日）と2020年3月20日（春分の日）は番組が休止になった。
2020年3月13日の放送で、3月27日をもって番組が終了する事を発表され同日に終了した。終了後は15時台・16時台に移動し『TOKYO TEPPAN FRIDAY』と改めてスタート。中西がパーソナリティを続投し、ゼビオ提供のコーナーとフロンターレリクエストを引き継いだ。

## 出演者
- 中西哲生
- 小川麻希
  - Twitter等ではニックネームとしてそれぞれ「てつお」「まっきー」が使用されている。

## タイムテーブル
2019年10月の放送時間拡大に伴い、毎回テーマを設けてメッセージを募集するようになり、コーナーの間に紹介している。
- 13:05 - スポーツトピックストップ3
  - 1週間のスポーツの話題から番組でピックアップした3項目をベスト3形式で取り上げる。
  - アタック音はクロノスのコーナー『TREND EYES』で使用されていたものが使われている。

- 13:25 - TOKYO FM トラフィックレポート

- 13:30 - フロンターレリクエスト
  - クロノスから継続されているコーナー。中西がサッカー選手時代に所属していた川崎フロンターレの現役選手や広報と電話を繋ぎ、出演者やリスナーから曲のリクエストを募る。

- 13:45 - ゼビオ presents THE Leaders
  - 中西とスポーツ関係者とのインタビューコーナー。コーナーの前身はクロノスの『クロノスplus』（木曜日に同様のコーナーが放送されていた）。
  - 事前に収録したものを編集した上で放送される。
  - 全国のゼビオスポーツ各店では未放送部分も含めたディレクターカット版が店内放送で流れる。
  - 2019年9月27日までは13:10頃に放送されていた。

- 13:50 - TOKYO FM NEWS・TOKYO FMトラフィックレポート
  - 2019年9月27日まではここでエンディングが流れ、番組終了後の13:55にニュースと交通情報が放送されていた。

- 14:00 - TETSUO'S FOCUS
  - スポーツに関連する特集コーナー。2019年10月4日からスタート。

- 14:30 - TOKYO FM トラフィックレポート

- 14:40 - PLAY HARD with Ginza Sony Park
  - 週末に行われるスポーツ情報を伝える。
  - 2019年9月27日までは13:45頃に放送されていた。

- 14:45 - TOKYO FM トラフィックレポート

- 14:50 - エンディング
  - クロノスのエンディングと同様に、中西が『今日も素敵な一日を』と締めて番組が終了する[1]。

## 関連番組
- 「クラレ ランドセルは世界を越えて」キックオフ番組
  - 毎年成人の日の11:30 - 14:00にTOKYO FM ホリデースペシャルとして放送される特別番組。2019年までは中西が出演していたクロノスの関連番組として中西とアシスタントが出演していたが、2020年は当番組の関連番組として1月13日に放送された。
  - 毎年使用されなくなったランドセルの寄付を募り、アフガニスタンへ送付して現地の子供たちの通学を促すという企画をクラレと共に行っている。
  - 毎回公開生放送で行っており、スタジオには送付するランドセルを受付するブースを設けている。受付は放送終了後も宅配による送付で受付を行っている。
  - 番組にはアフガニスタンで子供たちの取材を行っているカメラマンの内堀タケシやこの企画に賛同した有名人がゲスト出演し、内堀が現地の様子を伝えているほか、その年に新成人を迎える著名人へのインタビューを行っている。
  - 2019年4月19日放送では2019年に集まったランドセルをアフガニスタンに送付する旨の活動報告が行われた。
  - クラレでは2021年にも同様の企画を実施していたが、TOKYO FMはタイアップを行わなかったため、2021年は特別番組の放送は行われなかった。